# Makalamabedi
Makalamabedi – wieś w Botswanie w dystrykcie Północno-Zachodnim. Według spisu ludności z 2001 roku wieś liczyła 344 mieszkańców.